# Liste des maires de Saumur
La liste des maires de Saumur présente la liste des maires de la commune française de Saumur, située dans le département de Maine-et-Loire en région Pays de la Loire.

## L'hôtel de ville

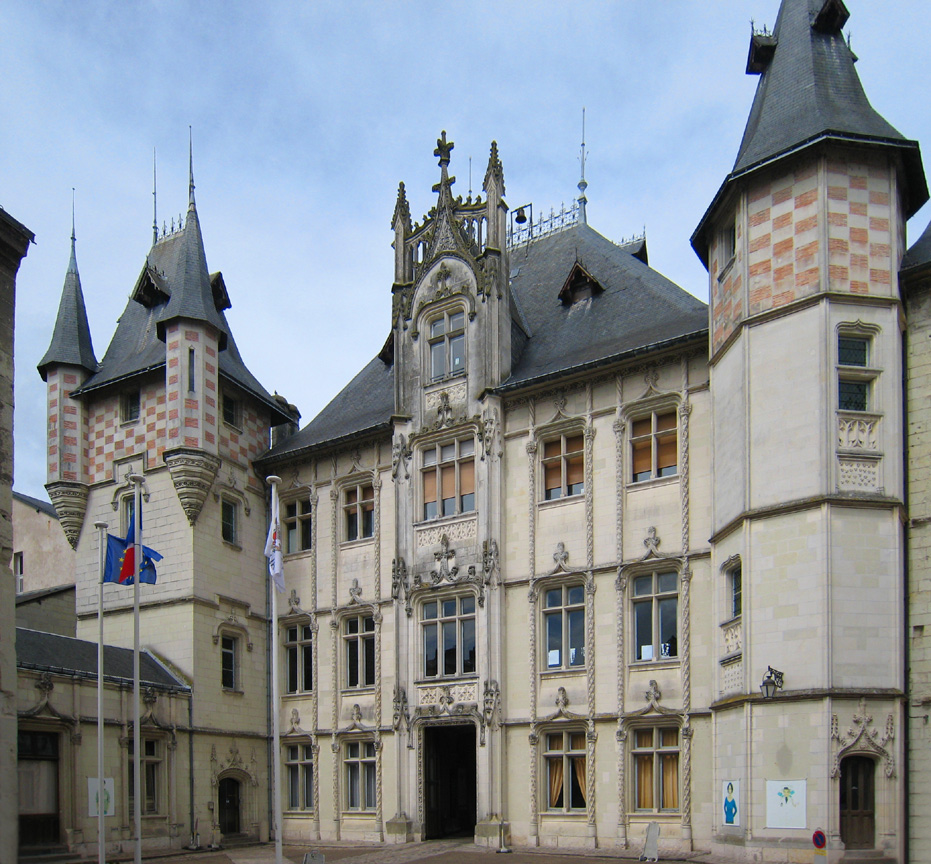
L'hôtel de ville en 2007.

## Liste des maires

### Sous l'Ancien Régime
| Période                                  | Période | Identité                 | Étiquette | Qualité                   |
| ---------------------------------------- | ------- | ------------------------ | --------- | ------------------------- |
| Les données manquantes sont à compléter. |         |                          |           |                           |
| 1762                                     | 1768    | Gilles Blondé de Bagneux |           | Subdélégué                |
| 1768                                     | 1775    | Maurice Bizard           |           | Avocat                    |
| 1775                                     | 1789    | Gilles Blondé de Bagneux |           | Subdélégué Démissionnaire |

### Entre 1789 et 1944
| Période                            | Période          | Identité                                         | Étiquette           | Qualité |
| ---------------------------------- | ---------------- | ------------------------------------------------ | ------------------- | --- |
| 1789                               | 1790             | Joseph Toussaint Bonnemère                       |                     | Avocat Député de Maine-et-Loire (1791 → 1792) |
| vers 1791-1795                     |                  | Alexandre-Jean-Baptiste Cailleau                 |                     | Architecte |
| An VIII                            |                  | Jean-Étienne de Cigongne                         |                     | Négociant |
| 8 juillet 1800 19 messidor An VIII | 1808             | Philippe-Félix Cochon                            |                     | |
| 18 mars 1808                       | 1811             | Pierre Henri Joseph Sailland- Vachon (1757-1814) |                     | Sous-préfet de Saumur |
| 10 avril 1813                      | 23 mai 1815      | Charles Thibault Persac (1781-1854)              |                     | Percepteur et sous-préfet |
| 23 mai 1815                        | 18 août 1815     | Charles Fournier                                 |                     | |
| 8 août 1815                        | 1821             | Noël-Henri Mayaud-Lagarde (1755-1834)            |                     | |
| 4 juillet 1821                     | 28 août 1821     | Julien Mathurin Budan de Russé (1760-1837)       |                     | Cadet gentilhomme Refuse la fonction |
| 28 août 1821                       | 16 août 1823     | Charles Maupassant (1779-1826)                   |                     | Négociant |
| 5 novembre 1823                    | 1er janvier 1828 | Charles Thibault Persac (1781-1854)              |                     | Percepteur |
| 23 janvier 1828                    | 1830             | Charles de Charnières (1775-1855)                |                     | Officier de marine |
| 11 septembre 1830                  | 4 juillet 1837   | Jean-Baptiste Cailleau                           |                     | Conseiller général de Saumur-Sud (1833 → 1844) |
| 9 octobre 1837                     | août 1838        | Nicolas Nau-Maupassant                           |                     | |
| 20 novembre 1840                   | 28 avril 1844    | Marc Thabis-Gauthier                             |                     | |
| 31 juillet 1844                    | 21 juillet 1869  | Charles Louvet                                   | Majorité dynastique | Avocat et banquier Député de Maine-et-Loire (1849 → 1870) Président du conseil général (1856 → 1869) Conseiller général de Montreuil-Bellay (1834 → 1870) |
| 24 octobre 1870                    | 20 janvier 1874  | Rémy Bodin                                       |                     | Avoué |
| 6 mars 1874                        | 21 janvier 1875  | Jacques-Eugène Bury                              | Républicain         | Docteur en médecine et chirurgien Conseiller général de Saumur-Sud (1870 → 1889)                                                                          |
| 28 janvier 1875                    | 2 mai 1879       | Georges Lecoy                                    |                     | |
| 12 juin 1879                       | 9 novembre 1885  | James Combier (1842-1917)                        | Républicain         | Distillateur Démissionnaire |
| 24 décembre 1885                   | 23 août 1886     | Louis Vinsonneau                                 |                     | Négociant |
| 9 septembre 1886                   | janvier 1892     | James Combier (1842-1917)                        | Républicain         | Distillateur |
| 15 mai 1892                        | 20 décembre 1892 | Louis Vinsonneau                                 |                     | Négociant |
| 26 décembre 1892                   | 10 juillet 1905  | Joseph-Henri Peton                               | Républicain radical | Chirurgien et médecin |
| 11 août 1905                       | 8 mai 1906       | Léon Voisine                                     |                     | |
| 8 février 1907                     | 8 mai 1914       | Joseph-Henri Peton                               | Républicain radical | Chirurgien et médecin |
| 22 mai 1914                        | refus            | Henri Boisselier                                 |                     | |
| 17 juillet 1914                    | 13 août 1919     | Louis Mayaud (1855-1919)                         |                     | Industriel en chapelets Décédé en fonction |
| 10 décembre 1919                   | 10 mai 1925      | André Astié (1874-1935)                          |                     | Médecin Conseiller d'arrondissement (1919 → 1925) |
| 17 mai 1925                        | 5 octobre 1940   | Robert Amy (1877-1945)                           | PRRRS               | Négociant en vins Conseiller général de Saumur-Sud (1929 → 1941) Révoqué par le régime de Vichy                                                           |
| 5 octobre 1940                     | 14 octobre 1940  | Paul Mayaud (1883-1944)                          |                     | Industriel |
| 14 octobre 1940                    | 27 février 1941  | Jules Baudry (1879-1950)                         |                     | Avocat, président de la délégation spéciale Nommé par le régime de Vichy                                                                                  |
| 27 février 1941                    | avril 1943       | René Drouart                                     |                     | Ancien commissaire de police Nommé par le régime de Vichy                                                                                                 |
| 9 septembre 1943                   | 30 août 1944     | Narcisse Clochard                                |                     | Officier retraité |

### Depuis 1944
| Période           | Période                      | Identité                 | Étiquette          | Qualité |
| ----------------- | ---------------------------- | ------------------------ | ------------------ | --- |
| 30 août 1944      | 13 mai 1945                  | Robert Amy               | Rad.               | Industriel Ancien conseiller général de Saumur-Sud (1929 → 1941) |
| 18 mai 1945       | 21 novembre 1953             | Emmanuel Clairefond      | MRP                | Directeur commercial Député de Maine-et-Loire (juin 1946 → nov. 1946) Sénateur de Maine-et-Loire (1946 → 1948) Conseiller général de Saumur-Sud (1945 → 1953) Vice-président du conseil général Décédé en fonction                         |
| 28 décembre 1953  | 5 février 1954               | André Commentry          | RPF                | Ancien amiral Premier adjoint au maire (1947 → 1953) Député de Maine-et-Loire (1951 → 1955) Démissionnaire |
| 19 février 1954   | 22 mars 1959                 | Fernand Angibault        | MRP                | Sculpteur-marbrier Premier adjoint au maire (1953 → 1954) Député de Maine-et-Loire (1956 → 1958) |
| 22 mars 1959      | 28 mars 1971                 | Lucien Gautier           | UNR puis UDR       | Négociant Sénateur de Maine-et-Loire (1965 → 1983) Conseiller général de Saumur-Sud (1955 → 1973) |
| 28 mars 1971      | 18 mars 1983                 | Lucien Méhel (1920-1998) | UDF                | Industriel Conseiller général de Saumur-Sud (1973 → 1979) Conseiller régional Président du District saumurois |
| 18 mars 1983      | 23 mars 2001                 | Jean-Paul Hugot          | RPR                | Maître de conférences Député européen (1988 → 1989) Sénateur de Maine-et-Loire (1992 → 2001) Conseiller général de Saumur-Sud (1985 → 1988) Président du District urbain de Saumur (1983 → 2000)                                           |
| 23 mars 2001      | 21 mars 2008                 | Jean-Michel Marchand     | Les Verts puis PRG | Principal de collège Député de Maine-et-Loire (4e circ.) (1997 → 2002) Conseiller général de Saumur-Nord, (2004 → 2015) Président de la CA de Saumur Loire Développement (2001 → 2008)                                                     |
| 21 mars 2008      | 4 avril 2014                 | Michel Apchin            | UMP                | Ancien chef d'entreprise télécom Président de la CA de Saumur Loire Développement (2008 → 2014) |
| 4 avril 2014,     | 29 septembre 2017            | Jean-Michel Marchand     | PRG                | Principal de collège Vice-président de la CA de Saumur Loire Développement Président de la CA Saumur Val de Loire, (2017 → 2020) Démissionnaire                                                                                            |
| 29 septembre 2017 | En cours (au 3 juillet 2020) | Jackie Goulet,           | DVG                | Ancien cadre EDF Premier adjoint au maire (2014 → 2017) Ancien conseiller général de Saumur-Sud (2004 → 2015) 7e vice-président (2017 → 2020) puis président (2020 → ) de la CA Saumur Val de Loire Ancien maire de Turquant (1995 → 2014) |